# Čungula
Čungula (en serbe cyrillique : Чунгула) est un village de Serbie situé dans la municipalité de Blace, district de Toplica. Au recensement de 2011, il comptait 270 habitants.

## Démographie

### Évolution historique de la population
| 1948  | 1953  | 1961  | 1971 | 1981 | 1991 | 2002 | 2011 |
| ----- | ----- | ----- | ---- | ---- | ---- | ---- | ---- |
| 1 259 | 1 284 | 1 125 | 887  | 711  | 484  | 419  | 270  |

|  |